# Ghisbertus Masius
Ghisbertus Masius (Den Bommel, Países Baixos, c. 1545 — 's-Hertogenbosch, Países Baixos, 2 de julho de 1614) foi um prelado holandês da Igreja Católica e o quarto bispo de 's-Hertogenbosch.

## Vida
Masius nasceu em Den Bommel por volta de 1545. Estudou na Universidade Católica de Lovaina, graduando-se em teologia.
Foi nomeado cônego da Catedral de São João em 's-Hertogenbosch, em 1579.
Em 1º de novembro de 1593, foi nomeado bispo e consagrado em Bruxelas em 7 de março de 1594, tomando posse da Diocese de 's-Hertogenbosch em 25 de março. Durante o Cerco de 's-Hertogenbosch em 1601, ele foi ativo em seu apoio aos defensores da cidade.
Em 1610, fundou uma escola para os estudantes de 's-Hertogenbosch, a qual colocou sob direção dos jesuitas.
Masius morreu em 2 de julho de 1614 aos 69 anos. Ele foi amigo de Francisco de Sales.

## Ordenações episcopais
Dom Gilbert Maes foi consagrante principal da ordenação episcopal de:
1. Jean Dave, nomeado bispo da Diocese de Namur, aos 18 de setembro de 1594.
2. Jean Sarrazin, nomeado arcebispo da Arquidiocese de Cambrai, aos 15 de dezembro de 1596.
3. Guillaume de Berghes, nomeado bispo da Diocese de Antuérpia, aos 29 de março de 1598.
4. Karel-Filips de Rodoan, nomeado bispo da Diocese de Middelburg, aos 8 de outubro de 1600.
5. Jacques van den Borgh, nomeado bispo da Diocese de Roermond, aos 10 de abril de 1611.